# هيثر راي
هيثر راي (بالإنجليزية: Heather Rae)‏ هي منتجة أفلام ومخرجة وممثلة أمريكية، ولدت في 1 أكتوبر 1966 في فينسيا في الولايات المتحدة.

## وصلات خارجية
- هيثر راي على موقع IMDb (الإنجليزية)
- هيثر راي على موقع ألو سيني (الفرنسية)
- هيثر راي على موقع أول موفي (الإنجليزية)
- هيثر راي على موقع قاعدة بيانات الأفلام السويدية (السويدية)
- هيثر راي على موقع قاعدة بيانات الفيلم (الإنجليزية)
- هيثر راي على موقع كينوبويسك (الروسية)